# Окский бассейновый округ

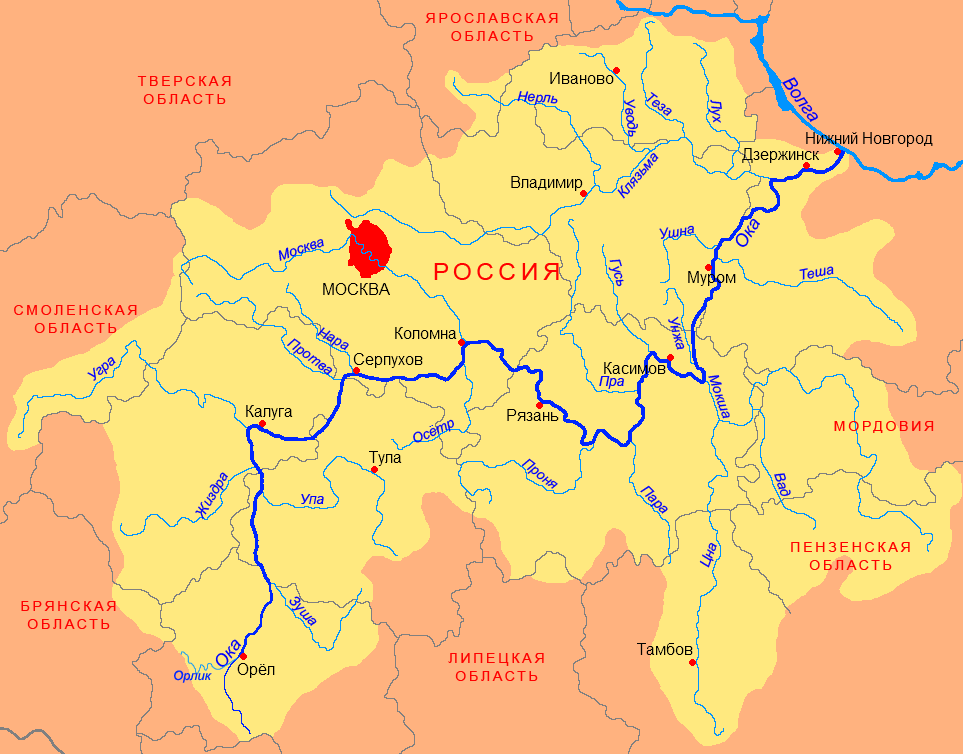
Бассейн реки Ока

Окский бассейновый округ — один из 21 бассейновых округов России (согласно ст.28 Водного Кодекса).
Появился в 2006 году с целью выделения особой области использования и охраны водных объектов (бассейна Оки и связанных с ним подземных водных объектов.
Подразделы Окского бассейнового округа выделяются цифровым кодом 09.
Подразделяется на:
- 09.01 — Ока
  - 09.01.01 — Бассейны притоков Оки до впадения р. Мокша[1]
    - 09.01.01.001 — Ока от истока до г. Орёл
    - 09.01.01.002 — Ока от г. Орёл до г. Белёв
    - 09.01.01.003 — Упа от истока до устья
    - 09.01.01.004 — Угра от истока до устья
    - 09.01.01.005 — Ока от г. Белев до г. Калуга без рр. Упа и Угра
    - 09.01.01.006 — Протва от истока до устья
    - 09.01.01.007 — Нара от истока до устья
    - 09.01.01.008 — Ока от г. Калуга до г. Серпухов без рр. Протва и Нара
    - 09.01.01.009 — Ока от г. Серпухов до г. Кашира
    - 09.01.01.010 — Москва от истока до Можайского г/у
    - 09.01.01.011 — Руза от истока до Рузского г/у
    - 09.01.01.012 — Озерна от истока до Озернинского г/у
    - 09.01.01.013 — Москва от Можайского г/у до г. Звенигород без р. Руза (от истока до Рузского г/у) и р. Озерна (от истока до Озернинского г/у)
    - 09.01.01.014 — Истра от истока до Истринского г/у
    - 09.01.01.015 — Москва от г. Звенигород до Рублевского г/у без р. Истра (от истока до Истринского г/у)
    - 09.01.01.016 — Пахра от истока до устья
    - 09.01.01.017 — Москва от Рублевского г/у до в/п с. Заозерье без р. Пахра
    - 09.01.01.018 — Москва от в/п Заозерье до г. Коломна
    - 09.01.01.019 — Ока от г. Кашира до г. Коломна без р. Москва
    - 09.01.01.020 — Ока от г. Коломна до г. Рязань
    - 09.01.01.021 — Проня от истока до устья
    - 09.01.01.022 — Ока от г. Рязань до в/п с. Копоново без р. Проня
    - 09.01.01.023 — Ока от в/п с. Копоново до впадения р. Мокша

  - 09.01.02 — Мокша[2]
    - 09.01.02.001 — Мокша от истока до в/п г. Темников
    - 09.01.02.002 — Цна от истока до г. Тамбов
    - 09.01.02.003 — Цна от г. Тамбов до устья
    - 09.01.02.004 — Мокша от в/п г. Темников до устья без р. Цна

- - 09.01.03 — Ока ниже впадения р. Мокша[3]
    - 09.01.03.001 — Ока от впадения р. Мокша до впадения р. Тёша
    - 09.01.03.002 — Тёша от истока до устья
    - 09.01.03.003 — Клязьма от истока до Пироговского г/у
    - 09.01.03.004 — Уча от истока до Акуловского г/у
    - 09.01.03.005 — Клязьма от Пироговского г/у до г. Ногинск без р. Уча (от истока до Акуловского г/у)
    - 09.01.03.006 — Клязьма от г. Ногинск до г. Орехово-Зуево
    - 09.01.03.007 — Клязьма от г. Орехово-Зуево до г. Владимир
    - 09.01.03.008 — Нерль от истока до устья
    - 09.01.03.009 — Клязьма от г. Владимир до г. Ковров без р. Нерль
    - 09.01.03.010 — Уводь от истока до устья
    - 09.01.03.011 — Клязьма от г. Ковров до устья без р. Уводь
    - 09.01.03.012 — Ока от г. Муром до г. Горбатов без рр. Клязьма и Тёша
    - 09.01.03.013 — Ока от г. Горбатов до в/п Новинки (устье)